# André Baele

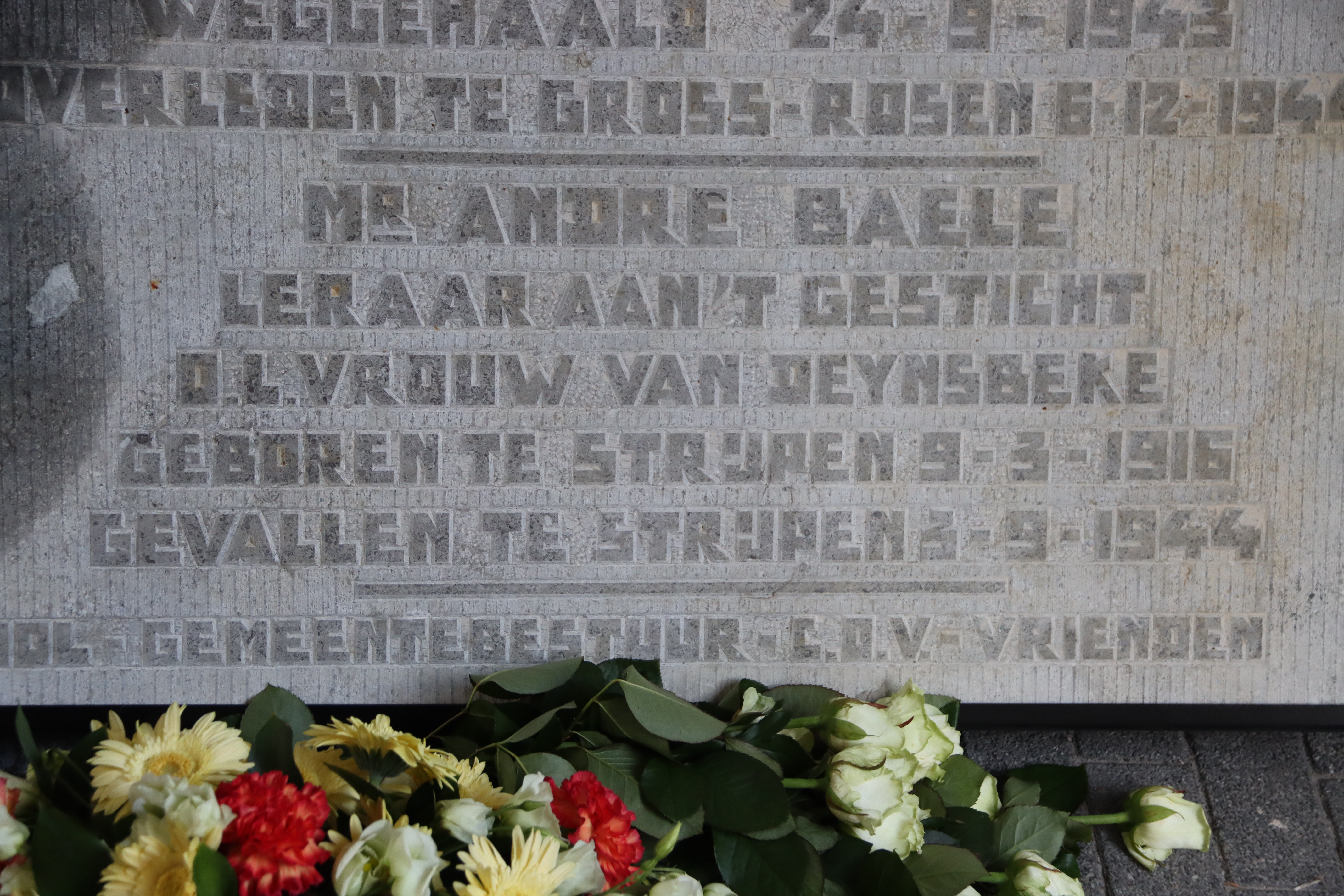
Gedenksteen Gesticht Onze-Lieve-Vrouw van Deinsbeke

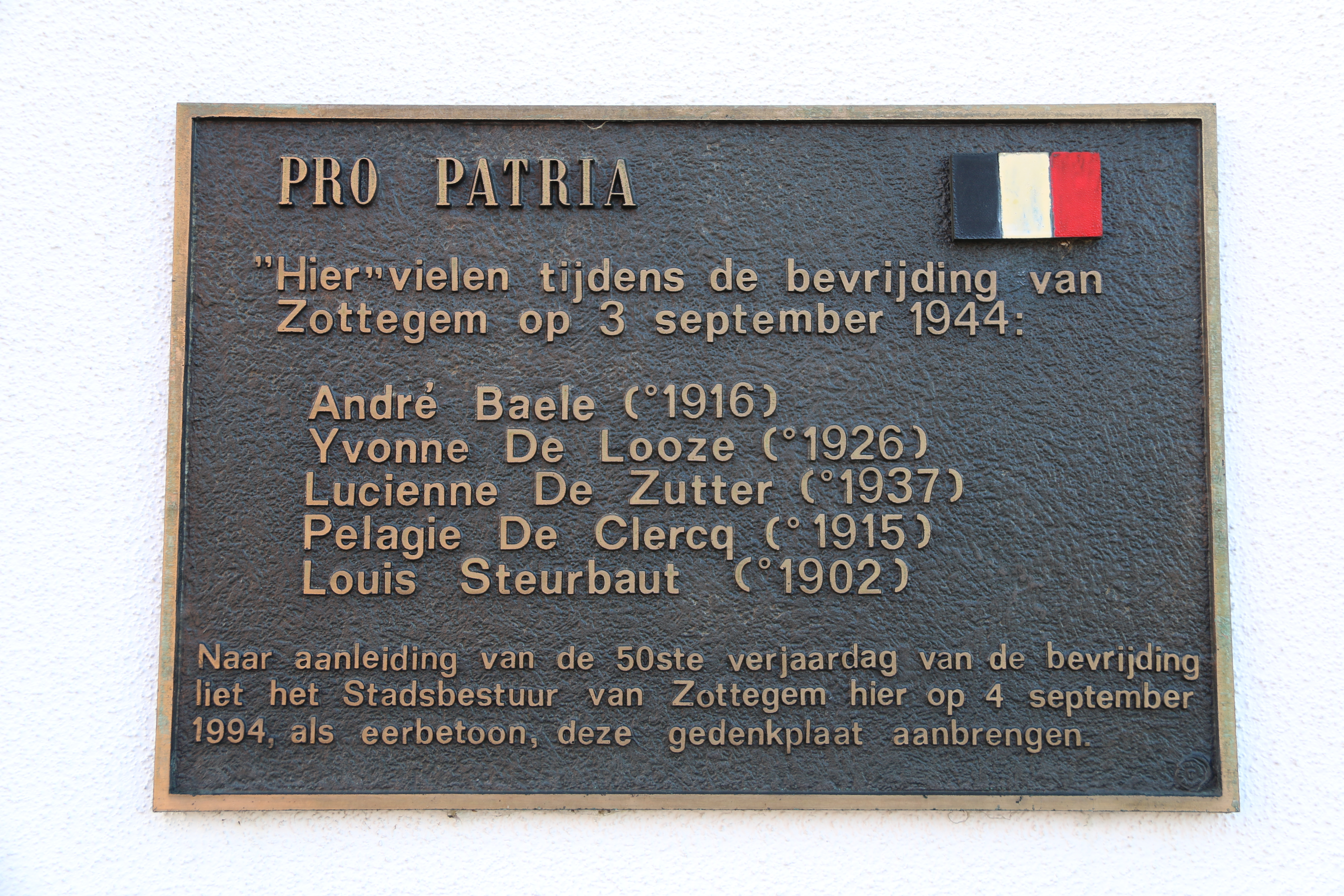
Gedenkplaat Treffen bij de Luchtbal, met André Baeles naam

André Baele (Strijpen, 9 maart 1916 - Zottegem, 3 september 1944) was een lid van het Belgische verzet tijdens de Tweede Wereldoorlog. Hij was onderwijzer aan het Zottegemse Gesticht Onze-Lieve-Vrouw van Deinsbeke en lid van het C.O.V. Net als Jules Lootens was hij lid van het Geheim Leger. Baele werd gedood tijdens het Treffen bij de Luchtbal bij de bevrijding van Zottegem. Hij werd om acht uur 's avonds doodgeschoten aan de Meirestraat. 
Op 23 januari 1947 werd een rouwdienst gehouden in de Zottegemse Onze-Lieve-Vrouw-Hemelvaartkerk. Op 5 oktober 1947 liet collegedirecteur Back, links in de inkompartij van de school, een arduinen gedenkplaat maken ter nagedachtenis van Jules Lootens en van André Baele. Het monument werd gemaakt door de firma Van de Velde uit Sint-Niklaas. De gedenkplaat werd bekostigd door het verkopen van duizend foto's van de gedenksteen. De tekst op de gedenkplaat luidde als volgt: Zij gaven hun leven voor God, koning en vaderland Mr Jules Lootens, schoolbestuurder van 't gesticht O.L. Vrouw van Deynsbeke geboren te Gent 10-3-1893 weggehaald 24-9-1943 overleden te Gross-Rosen 6-12-1944 Mr André Baele leraar aan 't gesticht O.L. Vrouw van Deynsbeke geboren te Strijpen 9-3-1916 gevallen te Strijpen 3-9-1944 van wege school - gemeentebestuur - C.O.V - vrienden. De gedenkplaat verdween bij het ombouwen tot appartementencomplex Collegium. In september 2024 werd de gedenksteen teruggeplaatst ter gelegenheid van 80 jaar bevrijding.